# Groupe µ

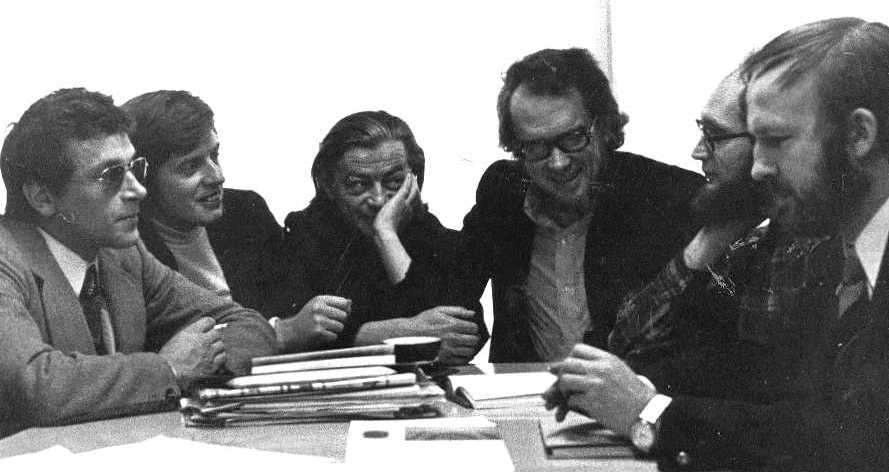
Leden van Groupe μ in 1970: F. Pire, J.-M. Klinkenberg, H. Trinon, J. Dubois, F. Edeline, P. Minguet (van links naar rechts).

Groupe μ (Frans voor "Groep μ") is het collectieve pseudoniem waaronder een groep Belgische semiotici uit de 20e eeuw een reeks boeken schreef, waarin een uiteenzetting van de moderne semiotiek werd gepresenteerd.

## Onderzoek en werk
Deze groep werkte vanuit het Centrum voor Poëtische Studies aan de Universiteit van Luik, in België, en werd opgericht in 1967. Tot de leden behoorden onder meer Francis Édeline, Jean-Marie Klinkenberg, Jacques Dubois, Francis Pire, Hadelin Trinon en Philippe Minguet. Naast hun persoonlijk onderzoek op het gebied van de biochemie, cultuursociologie, esthetiek of semiotiek, hebben de auteurs gezamenlijk verschillende boeken gepubliceerd. Ook hebben ze meer dan zestig artikelen gepubliceerd, in tijdschriften als Communications, Poétique, Versus, Visio, Degrés, Cahiers internationaux de symbolisme, Communication et taal, Era, Revue d'esthétique, Le Français moderne, Texte, Technê, Protée, RS/SI, Nouveaux actes sémiotiques, Les Documents de travail d'Urbino enz.
Een deel van hun werk uit de jaren zestig behandelde taalkundig georiënteerde onderwerpen zoals polyseme taal en de aard van synecdoche en metafoor. De concepten die werden uitgewerkt in de eerste grote publicatie van de groep (A General Rhetoric uit 1970) droegen bij aan de heropleving van de retoriek in die tijd, door een verklarend model van retorische figuren te bieden. De groep scheidde zich nog verder af van het formele structuralisme met de publicatie van A Rhetoric of Poetry (1977).
De naam van de groep is afkomstig van de Griekse term voor metafoor. μ is hiervan de eerste letter. 